# Міхо

36°0′16″ пн. ш. 140°18′7″ сх. д. / 36.00444° пн. ш. 140.30194° сх. д.
Міхо́ (яп. 美浦村, みほむら, МФА: [miho muɾa]) — село в Японії, в повіті Інасікі префектури Ібаракі. Станом на 1 жовтня 2007 площа села становила 34,03 км². Станом на 1 серпня 2008 населення села становило 17 607 осіб.